# Sericania mimica
Sericania mimica är en skalbaggsart som beskrevs av Lewis 1895. Sericania mimica ingår i släktet Sericania och familjen Melolonthidae. Inga underarter finns listade i Catalogue of Life.